# Выборы в Парламент Чеченской Республики (2016)
Досрочные выборы депутатов Парламента Чеченской Республики четвёртого созыва состоялись в Чечне 18 сентября 2016 года в единый день голосования, одновременно с выборами в Государственную думу РФ и выборами главы республики. Выборы проходили по пропорциональной системе). Был избран 41 депутат. Для попадания в парламент партиям необходимо было преодолеть 5%-й барьер. Срок полномочий депутатов — пять лет.
На 1 июля 2016 года в республике было зарегистрировано 682 282 избирателя. Явка составила 94,79 %.

## Предшествующие события
16 июня 2016 года Парламент Чеченской Республики принял постановление о самороспуске. Целью данного шага была объявлена экономия бюджетных средств с помощью проведения выборов одновременно с выборами в Госдуму.

### Ключевые даты
- 20 июня Избирательная комиссия Чеченской Республики назначила выборы на 18 сентября 2016 года (единый день голосования).[3]
  - 22 июня решение о назначении выборов было опубликовано в СМИ.[4]
- 22 июня избирком утвердил календарный план мероприятий по подготовке и проведению выборов.[4]
- с 26 июня по 26 июля — период выдвижения списков кандидатов.[4]
  - агитационный период начинается со дня выдвижения и заканчивается и прекращается за одни сутки до дня голосования.[4]
- по 3 августа — период представления документов для регистрации кандидатов и списков.[4]
- с 20 августа по 16 сентября — период агитации в СМИ.[4]
- 17 сентября — день тишины.[4]
- 18 сентября — день голосования.

## Участники
Для регистрации выдвигаемого списка партиям требуется собрать от 3328 до 3661 подписей (0,5 % от числа избирателей).
| 1 | Справедливая Россия                          | Исмаил Денильханов • Хамзат Дадаев • Мансур Абубакаров     | 42 | зарегистрирован |
| 2 | Патриоты России                              | Магомед Алхазуров • Юсуп Богатырев • Турпал-Али Джабраилов | 51 | зарегистрирован |
| 3 | Единая Россия                                | Магомед Даудов • Салман Закриев • Зияд Сабсаби             | 62 | зарегистрирован |
| 4 | Коммунистическая партия Российской Федерации | Мухмад Асхабов • Халид Накаев • Алаудин Джамбулатов        | 52 | зарегистрирован |
| *Без учёта выбывших кандидатов. Число включённых в список кандидатов должно быть от 41 до 62 человек. |                                              |                                                            |    |                 |

## Результаты
|                            | 1.                         | «Единая Россия»            | 561 132 | 87,66 % | 37 | 90,24 % |  |  |
|                            | 2.                         | «Справедливая Россия»      | 36 039  | 5,63 %  | 2  | 4,88 %  |  |  |
|                            | 3.                         | КПРФ                       | 33 981  | 5,31 %  | 2  | 4,88 %  |  |  |
|                            |                            |                            |         |         |    |         |  |  |
|                            | 4.                         | Патриоты России            | 8580    | 1,34 %  | 0  | 0 %     |  |  |
| Недействительные бюллетени | Недействительные бюллетени | Недействительные бюллетени | 425     | 0,07 %  |    |         |  |  |
| Всего проголосовало        | Всего проголосовало        | Всего проголосовало        | 640 157 | 100 %   | 41 | 100 %   |  |  |